# 堀内進之介
堀内 進之介（ほりうち しんのすけ、1977年 - ）は、日本の政治社会学者。学位は博士（社会学）。専門は政治社会学、応用倫理学。東京都立大学客員研究員、立教大学文学部教育学科特任准教授、Screenless Media Lab. 所長ほか。

## 来歴

### 学歴
- 2005年　東京都立大学大学院社会科学研究科社会学専攻博士前期課程 修了
- 2014年　首都大学東京大学院人文科学研究科社会行動学専攻博士後期課程 単位取得退学
- 2017年　首都大学東京 博士（社会学）

### 職歴
- 朝日カルチャーセンター講師
- 現代位相研究所首席研究員
- 東京都立大学（旧：首都大学東京）客員研究員 兼 非常勤講師
- 埼玉大学 非常勤講師
- 日本大学文理学部 非常勤講師
- TBSラジオ Screenless Media Lab.  所長 兼 Chief Fellow
- 株式会社JTB 新宿第三事業部内 農水産物輸出促進支援事業運営事務局 上席顧問
- 立教大学文学部教育学科 特任准教授

## 人物
1977年、大阪府で生まれる。大学院での指導教官は宮台真司。2016年に発行された『人生を危険にさらせ！』では、弟子・須藤凜々花（NMB48に所属する”哲学アイドル”）との100時間を超える対話を元に、入門書にとどまらず深く踏み込んだテキストで新たな境地を開拓した。
アカデミズムでの活動のみならず、一般向けの著作やWeb記事なども多く執筆しており、各国政府・官公庁や民間企業などの受託調査研究にも数多く参加している。

## 業績
【単著】
- 『データ管理は私たちを幸福にするか? 自己追跡の倫理学』（ 光文社新書、2022年)
- 『善意という暴力』（幻冬舎新書、2019年）
- 『人工知能時代を〈善く生きる〉技術』（集英社新書、2018年）
- 『感情で釣られる人々 なぜ理性は負け続けるのか』（集英社新書、2016年）
- 『知と情意の政治学』（教育評論社、2016年）

【共著】
- 『AIアシスタントのコア・コンセプト‐人工知能時代の意思決定プロセスデザイン』（吉岡直樹）（BNN出版、2017年）
- 『人生を危険にさらせ！』文庫版（須藤凜々花）（幻冬舎、2017年）
- 『人生を危険にさらせ！』（須藤凜々花）（幻冬舎、2016年）
- 『悪という希望‐「生そのもの」のための政治社会学』（宮台真司 (監修)・現代位相研究所（編集）・神代健彦・山本宏樹・髙宮正貴・鈴木弘輝・保田幸子・濱沖敢太郎・石山将仁）（教育評論社、2016年）
- 『統治・自律・民主主義‐パターナリズムの政治社会学』（宮台真司（監修））（NTT出版、2012年）
- 『政治の発見⑥‐伝える：コミュニケーションと伝統の政治学』（川崎修（責任編集）・井上弘貴・谷口将紀・松田宏一郎・安藤裕介・犬塚元・山本卓）（風行社、2012年）
- 『本当にわかる社会学』（現代位相研究所（編集）・大河原麻衣・山本祥弘・塚越健司）（日本実業出版、2010年）
- 『システムの社会理論』（宮台真司・大河原麻衣・山本祥弘・稲葉年計）（勁草書房、2010年）
- 『ブリッジブック社会学』（（小宮友根・鈴木弘輝・山根清宏・玉野和志（編さん））信山社、2008年）
- 『幸福論－共生の不可能と不可避について』（宮台真司・鈴木弘輝）（NHKブックス、2007年）

## 監修
【2020年】
- TBSラジオ オリジナルドラマ「半沢直樹 敗れし者の物語 by AudioMovie® 」監修

【2019年】
- Audio Movie「THE GUILTY」（2019年11月22日配信開始 ）監修
- AudioMovie® Code  （2019年11月22日公開 ）監修
- ラジオCM「paravi  『2018年ドラマ編』（60秒CM）、『懐かしいドラマ編』（60秒CM）」（2019/2/1-2/7放送分）監修
- ラジオCM「paravi  『SICK’S 覇乃抄編』（80秒CM）」（2019/3/18-3/31放送分）監修

【2018年】
- 厚生労働省「受動喫煙対策推進啓発広報」「なくそう！望まない受動喫煙。」監修

【2017年】
- 独立行政法人中小企業基盤整備機構「海外展開ビジネスマッチング支援事業」 監修

【2016年】
- JNTO「JNTO訪日旅行誘致ハンドブック2016 」
- 全国健康保険協会船員保険部  「船員と健康をテーマにした広報物の制作に係る委託業務 」監修
- 映画『道頓堀よ、泣かせてくれ! DOCUMENTARY of NMB48』ナレーション監修

【2015年】
- 日本テレビ「ダウンタウンDX」（2015年8月13日（木）放送分）監修

## 出演番組
【2019年】
- TBSラジオ「Podcastが世界的に盛り上がっている件と、Audio Movie の新時代」（2019年12月1日）
- NHKラジオ「NHKマイあさ  三宅民夫の真剣勝負！」（2019年4月～）

【2018年】
- TBSラジオ「 好奇心プラス：AI時代の学び直し」（2018年9月14日 （金））
- 東京FMラジオ「Time Line：飲めばモラルが向上 道徳ピルは社会をどう変えるか？」（2018年8月13日（月））
- 東京FMラジオ「Time Line：ネットフリックスの躍進を支える「マシンラーニング」が消費者の行動に与える影響とは？」（2018年5月14日（月））
- TBSラジオ「荻上チキ・Session-22：NEC Square 」（2018年3月7日（水），2018年3月14日（水），2018年3月21日（水），2018年3月28日（水））
- TBSラジオ「久米宏 ラジオなんですけど：今週のスポットライト」（2018年２月３日（土））

【2017年】
- NHKラジオ「NHKマイあさラジオ 今週のオピニオン コメンテーター」（2019年3月まで）

【2015年】
- 日本テレビ「ダウンタウンDX」（2015年8月13日（木））

1. ↑  “研究者詳細 - 堀内　進之介”. univdb.rikkyo.ac.jp. 2024年12月6日閲覧。